# Kathryn Adams
Kathryn Adams (Missouri, 25 de mayo de 1893-Hollywood, 17 de febrero de 1959) fue una actriz estadounidense de cine mudo.

## Biografía
Ethalinda Colson nació en St. Louis, Missouri, inició en el cine en 1915 después de una breve pero infructuosa participación en comedias musicales. Después de acumular una buena cantidad de papeles protagónicos en cine, pasó a realizar papeles de soporte en los años veinte, y, excepto por una breve aparición en la película de 1931 The Squaw Man, Adams se retiró del cine en 1925.
El 17 de febrero de 1959, Adams falleció de infarto al miocardio en su residencia en Hollywood, y fue enterrada en el Cementerio Calvary en la ciudad de Los Ángeles.

## Filmografía
| - The Shooting of Dan McGrew (1915) - After Dark (1915) - The Pursuing Shadow (1915) - Helene of the North (1915) - The Long Arm of the Secret Service (1915) - In Baby's Garden (1915) - Her Confession (1915) - An Innocent Traitor (1915) - Bubbles in the Glass (1916) - The Phantom Witness (1916) - A Bird of Prey (1916) - The Romance of the Hollow Tree (1916) - For Uncle Sam's Navy (1916) - Other People's Money (1916) - The Shine Girl (1916) - Divorce and the Daughter (1916) - The Vicar of Wakefield (1917) - Pots-and-Pans Peggy (1917) - The Woman and the Beast (1917) - The Valentine Girl (1917) - Hinton's Double (1917) - The Streets of Illusion (1917) - The Customary Two Weeks (1917) | - Baby Mine (1917) - Raffles The Amateur Cracksman (1917) - True Blue (1918) - Riders of the Purple Sage (1918) - Restless Souls (1919) - Gentleman of Quality (1919) - The Silver Girl (1919) - Whom the Gods Would Destroy (1919) - A Rogue's Romance (1919) - Cowardice Court (1919) - A Little Brother of the Rich (1919) - The Brute Breaker (1919) - Uncharted Channels (1920) - The Forbidden Woman (1920) - The Best of Luck (1920) - Big Happiness (1920) - 813 (1920) - The Silver Car (1921) - The Man from Downing Street (1922) - Borrowed Husbands (1924) - Pampered Youth (1925) - The Squaw Man (1931) |